# Суховетка
Суховетка (Суховет) — река в Тверской области России.
Протекает по территории Весьегонского района. Исток находится западнее деревни Максимцево. Впадает в реку Шипенку в 4,1 км от её устья по правому берегу. Длина реки составляет 17,9 км. Правые притоки — Олешковка и Ветка. Вдоль течения реки расположены населённые пункты Чамеровского сельского поселения.

## Данные водного реестра
По данным государственного водного реестра России относится к Верхневолжскому бассейновому округу, водохозяйственный участок реки — Рыбинское водохранилище до Рыбинского гидроузла и впадающие в него реки, без рек Молога, Суда и Шексна от истока до Шекснинского гидроузла, речной подбассейн реки — Реки бассейна Рыбинского водохранилища. Речной бассейн реки — (Верхняя) Волга до Куйбышевского водохранилища (без бассейна Оки).
По данным геоинформационной системы водохозяйственного районирования территории РФ, подготовленной Федеральным агентством водных ресурсов:
- Код водного объекта в государственном водном реестре — 08010200412110000005061
- Код по гидрологической изученности (ГИ) — 110000506
- Код бассейна — 08.01.02.004
- Номер тома по ГИ — 10
- Выпуск по ГИ — 0